# Wansford (Cambridgeshire)
Wansford est une paroisse civile et un village du Cambridgeshire, en Angleterre.